# جيم سميث (مدرب كرة سلة)
جيم سميث (بالإنجليزية: Jim Smith)‏ هو مدرب كرة سلة أمريكي، ولد في 5 يونيو 1934.